# Ranunculus populago
Ranunculus populago är en ranunkelväxtart som beskrevs av Edward Lee Greene. Ranunculus populago ingår i släktet ranunkler, och familjen ranunkelväxter. Inga underarter finns listade i Catalogue of Life.